# 上田市立第三中学校
上田市立第三中学校（うえだしりつだいさんちゅうがっこう）は長野県上田市に所在する公立中学校。

## 概要
開校以来上田市立北小学校、上田市立西小学校を学区としている。

## 沿革
- 1947年 - 上田市立北小学校の併設中学校として開校[1]。
- 1955年 - 校歌制定、作詞:正木不如丘、作曲:下総皖一[2]
- 1964年 - 川原柳（市街地北東部）地区が上田市立東小学校の学区となったためその地区のみ上田市立第一中学校に分離。
- 1967年 - 上田市立北小学校から北西の地区に単独校舎を建設（現在地に移転）。
- 1968年 - 山極勝三郎の胸像の除幕式を行う[1]。
- 2017年 - 新校舎が完成する

## 学校目標
自主性を養う
この目標の具現に向けてさらに以下の目標がある。
- 挨拶の行き交う学校に
- 時を守る学校に
- 学習に集中する学校に
- 歌声の響く学校に
- 読書に親しむ学校に
- 清掃に打ち込む学校に

## 主な部活動
- サッカー部 1962年から1966年、1968年県大会優勝[1]。
- 男子バスケットボール部 1975年、1981年県大会優勝[1]。
- 男子テニス部 1976年県大会優勝[1]。
- 柔道部 1978年、2001年全国中学校柔道大会出場[1]（現在は廃部）。
- 野球部 1984年県大会優勝[1]。
- 吹奏楽部2023年県大会出場、2009年、2016年、2021年東海大会出場

## 卒業生
- 土屋陽一 - 上田市長
- H2O - ミュージシャン
- 三遊亭鬼丸 - 落語家
- 中澤佳子 - アナウンサー